# کولاب‌نت
کولاب‌نت (انگلیسی: CollabNet) شرکت نرم‌افزار آمریکایی است، که در سال ۱۹۹۹ تأسیس شد.